# سام ميدلتون
سام ميدلتون (بالإنجليزية: Sam Middleton)‏ هو رسام أمريكي، ولد في 2 أبريل 1927 في نيويورك في الولايات المتحدة، وتوفي في 19 يوليو 2015 في سخاخن في هولندا.